# Vestingsdivisie Gotenhafen
De Vestingsdivisie Gotenhafen (Duits: Festungs-Division Gotenhafen) was een Duitse infanteriedivisie tijdens de Tweede Wereldoorlog. De divisie werd opgericht in januari 1945. De eenheid deed tijdens haar bestaan dienst in en rondom Gotenhafen. 
Op 28 maart 1945 gaf de stad zich over aan het Rode Leger. De exacte datum van ontbinding van de divisie is onbekend.

## Samenstelling
- Marine-Bataillon Gotenhafen 1
- Marine-Bataillon Gotenhafen 2
- Luftwaffen-Feld-Bataillon Gotenhafen